# 아말어
아말어(영어: Amal)는 파푸아뉴기니에서 사용되는 언어이다. 830명의 모든 아말어 화자는 뉴기니 섬 북부에 위치하고 있다. 세픽어족에 속하며 EGIDS 단계는 6a로 건강한 언어에 속한다. ISO 639-3 코드는 aad이다.